# Oficina de Evaluación de Peligros para la Salud Ambiental de California
La Oficina de Evaluación de Peligros para la Salud Ambiental de California ( en inglés y oficialmente: Office of Environmental Health Hazard Assessment, OEHHA, es una división especializada dentro de la Agencia de Protección Ambiental de California (CalEPA) a un "Nivel de Gabinete" responsable de evaluar los riesgos para la salud de la contaminación s.
La OEHHA es el asesor científico dentro de CalEPA y proporciona una evaluación de riesgos para la salud que apoya a los tomadores de decisiones regulatorios dentro de CalEPA, el Departamento de Salud Pública de California y otras agencias y organizaciones no gubernamentales. Esto también incluye la evaluación de riesgos para la salud y el medio ambiente:
- Carcinógenos
- Toxinas reproductivas (por ejemplo, teratógenos)
- Contaminación del aire
- Plaguicidas
- Contaminantes químicos en alimentos y agua.
- Exposición a sustancias químicas en el lugar de trabajo
- Cambio climático en California

## En los Medios
En mayo de 2009, el Gobernador Arnold Schwarzenegger propuso las funciones de OEHHA (y otras agencias) como parte de su revisión de mayo de 2009 del Presupuesto 2009-2010 "eliminar y transferir ". Los detalles de la transferencia de funciones, incluidos mandatos, financiación, recursos humanos y la nueva agencia principal, han sido limitados.
La eliminación de la OEHHA tendrá poco impacto en los problemas presupuestarios por varias razones:
1. El presupuesto de la OEHHA es muy pequeño comparado con el déficit nacional (1/500. Del 1% del fondo total o 1 / 50.000.); $ 8.3 millones del presupuesto de OEHHA generalmente son fondos
2. Aproximadamente la mitad del presupuesto de la OEHHA se financia con fondos especiales (p. Ej., "Ley de cumplimiento del agua potable segura y sustancias tóxicas de 1986" (Proposición 65), biomonitoreo)
3. mandatos gubernamentales, cuya transferencia a otras agencias o departamentos seguirá requiriendo financiación.

Por orden del gobernador en febrero de 2009, todos los empleados estatales reciben dos días al mes de vacaciones, o dos días libres sin paga, que es un recorte salarial del 10%. El 28 de mayo de 2009, el gobernador Schwarzenegger propuso un recorte salarial adicional del 5% para todos los empleados del gobierno (sin ajustar el número de días laborales), lo que resultó en un recorte salarial general del 15%; esta reducción adicional debe ser aprobada por el legislador.

## Historia
La OEHHA fue fundada en su forma actual el 17 de julio de 1991 por el gobernador Pete Wilson con el establecimiento de Cal/EPA. El OEHHA fue creado en la década de 1950 para la epidemiología del aire en el Departamento de Salud Pública y evolucionó con el tiempo con una creciente conciencia pública de conciencia ambiental. La OEHHA es el más pequeño de los seis órganos, departamentos y oficinas dentro de Cal / EPA. La OEHHA no tiene un regulador, pero sigue siendo el brazo científico y de evaluación de riesgos de Cal / EPA y proporciona asesoramiento científico sobre protección de la salud a Cal / EPA. Además, la OEHHA es la agencia líder para la implementación de la Proposición 65, una medida de votación aprobada en 1986 titulada "La Ley de Aplicación de Agua Potable Segura y Tóxicos de 1986". El experimentado equipo de expertos goza de gran prestigio en la comunidad científica y se ha ido formando a lo largo de más de veinte años. La calidad y profundidad del compromiso de OEHHA con la salud pública, el medio ambiente y la ciencia sólida es evidente a partir de la calidad científica de las evaluaciones de riesgo producidas.
OEHHA tiene su sede en el edificio de Cal / EPA en Sacramento y tiene una oficina en el edificio estatal Oakland Elihu Harris. Antes del edificio estatal, la oficina de Oakland estaba frente a la Universidad de California, Berkeley; OEHHA tiene relaciones académicas con esta institución.